# Tuamminoeptano
Il tuamminoeptano (o, meno correttamente, tuaminoeptano) è un farmaco simpaticomimetico e vasocostrittore utilizzato come decongestionante nasale.
Possiede però la capacità di irritare la cute e le mucose e questo effetto collaterale ne limita l'uso. Altri effetti avversi riscontrabili sono glaucoma, tachicardia e ipertensione.
Il suo utilizzo per motivi sportivi è considerato doping dalla WADA.